# دومينيكو بيرناسكوني
دومينيكو بيرناسكوني (بالإيطالية: Domenico Bernasconi)‏ (16 نوفمبر 1902 – 2 فبراير 1978) هو ملاكم إيطالي راحل، مثّل بلاده في الألعاب الأولمبية الصيفية 1924.

## روابط خارجية
دومينيكو بيرناسكوني على موقع بوكس ريك (الإنجليزية) (registration required)
- دومينيكو بيرناسكوني على موقع أوليمبيديا (الإنجليزية)